# Буль, Пьер
Пьер Буль (фр. Pierre Boulle, 20 февраля 1912, Авиньон — 30 января 1994, Париж) — французский писатель.

## Биография
Получив специальность электрика, Буль поехал на Дальний Восток. Во время Второй мировой войны участвовал в военных действиях в составе сил «Свободной Франции» (фр. France libre) в Китае, Бирме и Индонезии. Об этом трудном периоде своей жизни в качестве военнопленного в Юго-Восточной Азии Буль рассказал в своём самом известном произведении «Мост через реку Квай». Чтобы вернуть желание жить, он стал тайком писать дневник. В конце 1944 году ему удалось бежать из плена. После войны он обосновался в Малайзии, и лишь позднее, вернувшись на родину, посвятил себя литературе.
Похоронен в семейном склепе на кладбище Сен-Веран в Авиньоне.

## Произведения
- «Мост через реку Квай»[фр.] (Le Pont de la Riviere Kwai, 1952)
- Идеальный робот (Le Parfait robot)
- «Бесконечная ночь»[фр.] (Une nuit interminable) Научно-фантастический рассказ, 1952 год
- fr (E=Mc² ou le roman d’une idee, 1957)
- «Чудо» (Le miracle, 1957)
- «Планета обезьян» (La Planète des singes, 1963)
- «Когда не вышло у змея» (Quand le Serpent Échoua, 1970)

Романы «Мост через реку Квай» и «Планета обезьян» были экранизированы, и снятые по ним одноименные кинокартины 1957 и 1968 годов считаются классикой современного кинематографа. В 1957 году Пьеру Булю был присуждён «Оскар» за фильм «Мост через реку Квай», хотя сценарий фильма был написан опальным дуэтом — Карлом Форманом и Майклом Уилсоном, которые даже не были указаны в титрах. Буль не присутствовал на церемонии награждения, приз за него получала Ким Новак. За этот же фильм Буль был удостоен премии BAFTA.
Посмертно (2007 год) опубликован сборник «Похищение обелиска» (L’Enlèvement de l’Obélisque) — короткие рассказы, пародирующие детективный жанр, где два героя — эксцентричный и деспотичный детектив Мерлек и его не в меру раболепный ассистент Битар — расследуют «загадочные» истории, которые в результате оказываются либо слишком банальными, либо сверхъестественными.

## Экранизации
- 2016 — Не терять лицо / La face (реж. Марк Ривьер / Marc Rivière)